# Getränkespender
Ein Getränkespender ist eine Vorrichtung zur direkten Entnahme und Dosierung von trinkbaren Flüssigkeiten aus einem Getränkespeicher. 
Je nach Beschaffenheit und Typ variiert der zugrunde liegende Mechanismus zur Entnahme. Die gängigsten Getränkespender-Modelle arbeiten, je nach Art des Getränks,  mit einem Pump- oder Druck-Mechanismus über eine Düsenvorrichtung.
Die Ausgabe erfolgt manuell oder über eine halbautomatische bzw. automatische Vorrichtung.
Die Fassungsvermögen der einzelnen Modelle sowie die Gehäusearten variieren dabei je nach Bedarf und Einsatzart sehr stark, zumeist haben sich Spender aus Acryl und Edelstahl bewährt.

## Einsatz von Getränkespendern
Im öffentlichen Bereich, wie beispielsweise Verkaufsräumen oder Büros, sind die bekanntesten Arten von Getränkespendern die Wasserspender. Bestimmte Modelle ermöglichen neben der Kühlung der Getränke zudem eine Erhitzung.
In gastronomischen Betrieben und der Hotellerie kommen Getränkedispenser zum Einsatz. Die Kaltgetränkedispenser eignen sich dabei besonders für den Ausschank von kohlesäurefreien Getränken, wie zum Beispiel Fruchtsäften.
Viele Dispenser-Arten arbeiten des Weiteren mit einem Rührflügel oder einem rotierenden Pumpenrad, um sowohl Schaumbildung als auch ein Absetzen von Feststoffen am Boden des Getränkekorpus zu vermeiden.
Eine weitere Unterart eines Getränkespenders ist eine Flaschenhalterung für alkoholische Getränke, bei dem die Getränkeflasche „auf den Kopf stehend“ auf einen Dosieraufsatz gesteckt wird. Die Dosiermenge ist dabei zwischen 2 cl und 45 ml variabel und eignet sich für den Betrieb einer Bar. 
Im privaten Bereich werden meist Thermoskannen mit Pumpfunktion (Kolbenpumpe) zur Entnahme von Heißgetränken genutzt.

## Kühlsysteme
Herkömmliche Getränkespender steuern die Kühltemperatur des zu entnehmenden Getränks über ein gesichertes Kühlsystem mit Hilfe einer sogenannten Kühlschlange. 
Diese Getränkekühlschlange kühlt ein durchlaufendes Getränk auf einen bestimmten, festgelegten Temperatur-Wert ab.
Modernere Modelle nutzen ein externes, elektronisches Kühlelement, welches außen an der Tankwand angebracht wird und dessen Technologie den Peltier-Effekt nutzt.
Dispenser für gekühlte Saftgetränke verfügen meist über ein Kälteaggregat mit Umwälzpumpe und lassen somit eine manuell einstellbare Getränke-Temperatur zu.
Professionelle Geräte in der Gastronomie können auch über eine Kompressorkühlung verfügen.